# Callimoxys
Callimoxys — род жуков-усачей из подсемейства настоящих усачей.

## Описание
Наружный край задних голеней мелко зазубренный. Надкрылья зияют по шву почти от щитка.

## Систематика
В составе рода:
- Callimoxys gracilis (Brullé, 1832)
- †Callimoxys primordialis Wickham, 1911
- Callimoxys retusifer Holzschuh, 1999
- Callimoxys sanguinicollis (Olivier, 1795)